# Jacques Meizonnet
Pour les articles homonymes, voir Meizonnet.
Jacques Meizonnet (né le 1er juillet 1792 à Vauvert ou il est mort le 8 décembre 1859) est un poète français d'expression occitane.

## Biographie
Jacques Meizonnet (ou Meizounet en provençal) naît à Vauvert le 1er juillet 1792.
Il fait les guerres du Premier Empire, puis s'installe à Paris, ce qui lui vaut son surnom de « Parisien ». Il publie trois recueils : deux sur l'étang de Scamandre et sur les vendanges, et un dernier de pièces diverses inspirées des mœurs vauverdoises.
Il meurt à Vauvert le 8 décembre 1859,.

## Postérité
En 1901, Maurice Bouchor donne à L'Alcazar une conférence sur son œuvre, intitulée « Les œuvres de notre poète patois, Meizonnet, le Borgne ».

## Ouvrages
- Pouëma au sugié de la salada dé l'estan d'Escamandré situa sus li terraïré de Vouvert et dé San-Gillé, arrivada en l'annada 1825, Nîmes, Durand-Belle, 1825 (BNF 30921617) (lire en ligne) ; trad. Émile Guigou (préf. Georges Griffe), Les Amis de l'histoire de Vauvert, 1980.
- Pouëma dis embarras dé la vendémia 1849, Baldy et Fabre, 1849 (BNF 30921619).
- Œuvres diverses en français et en patois, dont les sujets sont pris dans Vauvert, Nîmes, Roumieux, 1860 (BNF 30921616) (lire en ligne).